# 內皮層
内皮层是有胚植物皮层的最内层，皮層和维管柱之間以內皮層為界。內皮層由细胞组成。有些植物的內皮層積聚較多的澱粉粒。內皮層的径向壁內都佈滿了疏水性物质，這些物質統稱為凯氏带。  大多数种子植物以及木本植物的根中有内皮层，但它們的茎中沒有內皮層。